# Samuel Sloan (architecte)
Pour les articles homonymes, voir Sloan.
Samuel Sloan (né le 7 juillet 1815, décédé le 19 juillet 1884) est un architecte américain, auteur de livres d'architecture au XIXe siècle. Il est spécialisé dans les villas de style italianisant, les églises et les bâtiments institutionnels. Son œuvre la plus connue est une construction inachevée octogonale de Longwood à Natchez (Mississippi), construction abandonnée pendant la Guerre de Sécession.